# Liste der Monuments historiques in La Neuville-au-Pont
Die Liste der Monuments historiques in La Neuville-au-Pont führt die Monuments historiques in der französischen Gemeinde La Neuville-au-Pont auf.

## Liste der Immobilien
| Bezeichnung                  | Beschreibung            | Standort               | Kennzeichnung | Schutzstatus | Datum | Bild |
| ---------------------------- | ----------------------- | ---------------------- | ------------- | ------------ | ----- | ---- |
| Kirche Nativité-de-la-Vierge | aus dem 15. Jahrhundert | Rue de l’Église (Lage) | PA00078750    | Classé       | 1922  |      |

## Liste der Objekte
| Bezeichnung                           | Beschreibung                                                                                 | Standort                                   | Kennzeichnung | Schutzstatus | Datum | Bild |
| ------------------------------------- | -------------------------------------------------------------------------------------------- | ------------------------------------------ | ------------- | ------------ | ----- | ---- |
| Zwei Skulpturen von Klerikern         | Holz, 16. Jahrhundert; in der Mairie deponiert                                               | in der Kapelle Ste-Menehould (Lage)        | PM51002683    | Inscrit      | 1977  |      |
| Skulptur Madonna mit Kind             | Stein, 16. Jahrhundert                                                                       | in der Kirche Nativité-de-la-Vierge (Lage) | PM51000589    | Classé       | 1908  |      |
| Altar                                 | Altartisch und Retabel; Holz, 18. Jahrhundert; in der Kirche Nativité-de-la-Vierge deponiert | in der Kapelle Ste-Menehould (Lage)        | PM51002680    | Inscrit      | 1977  |      |
| Skulptur Heiliger Christophorus       | Holz, farbig gefasst, 16. Jahrhundert                                                        | in der Kirche Nativité-de-la-Vierge (Lage) | PM51000590    | Classé       | 1911  |      |
| Christophorusaltar                    | Altartisch und Retabel; Holz, 18. Jahrhundert; in der Kirche Nativité-de-la-Vierge deponiert | in der Kapelle Ste-Menehould (Lage)        | PM51002681    | Inscrit      | 1977  |      |
| Skulptur Heilige Manehildis           | Holz, 16. Jahrhundert                                                                        | in der Kapelle Ste-Menehould (Lage)        | PM51000591    | Classé       | 1974  |      |
| Orgel                                 | Haupteintrag für PM51001759                                                                  | in der Kirche Nativité-de-la-Vierge (Lage) | PM51001758    | Inscrit      | 1979  |      |
| Instrumentalteil der Orgel            | 1822 von Jean-Baptiste Salmon gebaut                                                         | in der Kirche Nativité-de-la-Vierge (Lage) | PM51001759    | Inscrit      | 1979  |      |
| Skulptur eines heiligen Bischofs      | Holz, 18. Jahrhundert; in der Mairie deponiert                                               | in der Kapelle Ste-Menehould (Lage)        | PM51002685    | Inscrit      | 1977  |      |
| Skulptur Madonna                      | Holz, 16. Jahrhundert                                                                        | in der Kirche Nativité-de-la-Vierge (Lage) | PM51000587    | Classé       | 1908  |      |
| Skulpturengruppe Unterweisung Mariens | Holz, farbig gefasst, 16. Jahrhundert                                                        | in der Kirche Nativité-de-la-Vierge (Lage) | PM51000588    | Classé       | 1908  |      |
| Skulptur einer Heiligen mit Krone     | Holz, 16. Jahrhundert; in der Mairie deponiert                                               | in der Kapelle Ste-Menehould (Lage)        | PM51002684    | Inscrit      | 1977  |      |
| Zwei Engelsskulpturen                 | Holz, 18. Jahrhundert; in der Kirche Nativité-de-la-Vierge deponiert                         | in der Kapelle Ste-Menehould (Lage)        | PM51002682    | Inscrit      | 1977  |      |
| Gemälde Anbetung der Könige           | Ölfarbe auf Leinwand, 18. Jahrhundert; im Museum von Sainte-Menehould deponiert              | in der Kapelle Ste-Menehould (Lage)        | PM51003234    | Inscrit      | 1989  |      |